# مطار فيغو-بينادور
مطار فيغو الدولي (إياتا: VGO، إيكاو: LEVX) هو مطار يقع على بعد 10 كم من وسط فيغو، إسبانيا، ويقع في بلديات ريدونديلا وفيغو وموس.
وصل عدد المسافرين 159 136 1 مسافر خلال سنة 2023.

## تاريخ
بحلول عام 1927، أدركت الحكومة الإسبانية ضرورة وجود مطار جمركي في غاليسيا. في البداية، تم تجهيز ميناء فيغو للطائرات المائية وتم بناء "مطار بحري" وبدأ عملياته في شاطئ سيزانتيس القريب في مارس 1929. وفي الوقت نفسه، بدأ بناء مطار داخلي أكبر في بينادور.
بعد سنوات من النضال البيروقراطي والمفاوضات من جانب الحكومة المحلية، تولت وزارة الطيران آنذاك المشروع بالكامل واستأنفت البناء في عام 1947. وبعد الانتهاء من المطار بحلول عام 1952، بدأت العمليات على محمل الجد في 20 أبريل 1954 بمدرج بطول 1500 متر. تم تشغيل الخط الجوي الأولي إلى مدريد بواسطة شركة إيبيريا بطائرة دوغلاس دي سي 3 ولكن بعد بضعة أشهر سلمت إيبيريا هدا الخط الجوي إلى شركة أفياكو.
خلال سبعينيات القرن العشرين، ومع تزايد حركة المرور في المطار، تم البدء في خطة تطوير أخرى. وقد شملت هذه الخطة إنشاء برج مراقبة جديد في عام 1973، ومحطة ركاب جديدة في عام 1974، ومحطة طاقة مستقلة في عام 1975، وتوسيع ساحة انتظار الطائرات وتوسيع ممرات الطيران التي اكتملت في عام 1976. وبعد بضع سنوات، تم إطالة المدرج حتى تتمكن طائرات دي سي 9 من استخدام المطار. ونتيجة لذلك، في نوفمبر 1981، استقبل المطار أول رحلة دولية له إلى مطار باريس شارل ديغول.
استعدادًا لمتطلبات حركة المرور الجوي المستقبلية، نشرت شركة آينا مشروع تطوير المطار.
في أواخر مايو 2007، منح مجلس إدارة شركة آينا عقد إنشاء "مبنى مواقف السيارات والبناء والكتلة الفنية لمطار فيغو" لشركة دراغادوس بمبلغ 38.266.145 يورو وفترة تنفيذ مدتها 28 شهرًا.
بعد اجتماع عقد في صيف عام 2008، تقرر توسيع محطة مطار فيغو. ومع ذلك، استغرق الأمر أكثر من عام من التأخير والمعلومات المتضاربة قبل الانتهاء من الخطة، وفي 24 فبراير 2010، وافق مجلس الإدارة على التوسعة. ومن المقرر أن يضيف التوسع 11200 متر مربع إلى المحطة الحالية التي تبلغ مساحتها 8200 متر مربع، كما يتضمن التجديد الكامل لمبنى المحطة الحالي. سيرفع التجديد والتوسعة القدرة السنوية للمطار إلى أربعة ملايين مسافر.
في عام 2021، مر عبر المطار 549094 مسافرًا و805 أطنان من البضائع.

## شركات الطيران والوجهات
تعمل شركات الطيران التالية على تشغيل رحلات منتظمة أو موسمية في مطار فيغو بينادور:
| شركات الطيران | الوجهات |
| ------------- | --- |
| طيران أوروبا  | مدريد |
| بينتر كنارياس | غران كناريا، تنريفي الشمالي                                                                                          |
| ايبيريا       | مدريد، بالما دي مايوركا، فالنسيا رحلات موسمية: بلباو، غران كناريا، ابيزا، لانزاروت، مينوركا، سانتندر، تنريفي الشمالي |
| ريان اير      | برشلونة، لندن ستانستد                                                                                                |
| فيولينغ       | برشلونة |

## الوصول للمطار

### سيارات الأجرة
تبلغ تكلفة جميع الخدمات من مطار فيغو إلى أي مكان في المناطق البلدية في فيغو وموس وريدونديلا 22.75 يورو. بالنسبة للخدمات من فيغو إلى المطار، يتم تطبيق الأجرة التي حددها مجلس مدينة فيغو.

### الحافلات
يوجد خط حافلات يربط بين مطار فيغو وجامعة فيغو، يتم تشغيل هذا الخط من طرف شركة فيتراسا.

### موقف السيارات
يمكن حجز موقف السيارات والأداء مباشرة من الموقع الالكتروني.

## الأحداث والحوادث

### حادثة أفياكو
في 21 مارس 1994، تعرضت طائرة من طرازماكدونل دوغلاس دي سي-9 تحمل تسجيل EC-CLE لحادث عندما انكسر جهاز الهبوط الخاص بها، مما أدى إلى انقلاب الطائرة.
خلال مرحلة الاقتراب النهائية، مع وجود رأس المدرج في ظروف انخفاض الرؤية بسبب الضباب، زادت الطائرة من معدل هبوطها، ووضعت نفسها تحت منحدر الانزلاق ولمست شريط إضاءة اقتراب مرتفع، ودخلت في منطقة خالية قبل المدرج. انهارت ممتصات الصدمات في ساقي جهاز الهبوط الرئيسي وانكسرت في المنطقة التي تم تثبيتها فيها، مما أدى إلى كسر خزان الوقود الموجود على هذا الجانب مع خزان الوقود الموجود على الجانب الأيمن، مما أدى إلى انسكابه واشتعلت فيه النيران.
على الرغم من أن أفراد الطاقم تمكنوا من رؤية بداية المدرج، لم يسمع أي منهم التحذيرات الستة الصادرة عن نظام تحذير الاقتراب الأرضي.

### القرن الحادي والعشرين
في عام 2004، بدأ تشغيل نظام الهبوط الآلي، وبذلك أصبح مطار فيغو بينادور هو المطار الخامس في شبكة المطارات الإسبانية الذي يمتلك هذا النظام التكنولوجي المتقدم الذي يسمح للطائرات بالعمل في ظروف الرؤية المنخفضة ويقلل بشكل كبير عمليات تحويل وإلغاء الرحلات الجوية بسبب الظروف الجوية السيئة (الضباب).
في عام 2007 وصل المطار إلى الحد الأقصى لعدد الركاب، حيث تجاوز 1,400,000 شخص.
ونتيجة الأزمة الاقتصادية، بدأ المطار يفقد الركاب، حيث فقد نصف ركابه عام 2013، حيث سجل 678 ألف مسافر. وقد تفاقم هذا الوضع مع بداية تقديم الإعانات لشركات الطيران لتشجيع فتح خطوط جوية جديدة وزيادة الترددات في المطارات المجاورة في بورتو وسانتياغو ولاكورونيا. وقد أدى ذلك إلى وضع متناقض حيث بدأت هذه الشركات في دعم خطوط جديدة كانت تعمل تاريخياً في مطارات مجاورة أخرى دون مساهمة مالية، مما تسبب في اختفائها. حتى أن المسار نفسه تم دعمه في المطارات المجاورة، مما أدى إلى نقل الركاب بين المطارات.
في عام 2018، كان لا بد من استبدال نظام الهبوط الآلي لأنه وصل إلى نهاية عمره الإنتاجي وتمت ترقيته إلى الفئة الثالثة. وتأخرت هذه العملية لأكثر من 4 أسابيع بين شهري مايو ويونيو، تزامنا مع فترة من الطقس غير المستقر للغاية، مما تسبب في إلغاء وتحويل أكثر من 160 رحلة جوية أثرت على أكثر من 21 ألف مسافر.
في فبراير 2019، بعد عدة أسابيع من المفاوضات بين شركة ريان إير ومجلس مدينة فيغو، رفض مجلس المدينة الدعوة إلى مناقصة عامة بالشروط التي طلبتها شركة الطيران ريان إير وأعلن عن إجراء مسح لشركات الطيران الأخرى التي قد تكون مهتمة. وبعد أيام قليلة، أعلنت شركة رايان إير تخليها النهائي عن مطار فيغو لعدم التوصل إلى اتفاق لتجديد الاتفاقية التي وقعتها منذ عام 2016 والتي بموجبها قامت بتشغيل رحلات يومية إلى برشلونة واحتفظت برحلات موسمية إلى دبلن وإلى لندن، مع خيار توسيع الأخير إلى خط موسمي. سيتوقف الخط إلى برشلونة عن العمل في 31 مارس والخطوط الدولية في 7 مايو.
بين شهري مارس ويونيو 2020، تأثر المطار، مثل شبكة المطارات الإسبانية بأكملها ككل، بالأزمة التي سببتها جائحة كوفيد-19، حيث تم تقييد رحلاته إلى أدنى مستوياتها التاريخية لعدة أسابيع مع رحلة أسبوعية واحدة فقط. إلى مدريد تقوم بتشغيليها شركة الطيران ايبيريا. وأوقفت بقية شركات الطيران التي تعمل بانتظام في المطار جميع عملياتها خلال حالة الإنذار المعلنة.